# 马苏德·哈立德
馬蘇德·哈立德（英語：Masood Khalid；？—），巴基斯坦外交官，1980年进入巴基斯坦外交部工作，2005年至2007年期間擔任巴基斯坦驻韩国大使。後來接替馬蘇德·汗，在2013-2019年擔任巴基斯坦駐華大使一職。